# HMS Swiftsure (08)
Pour les autres navires du même nom, voir HMS Swiftsure.
Le HMS Swiftsure est un croiseur léger de la classe Minotaur de la Royal Navy.

## Histoire
Le Swiftsure est d'abord commissionné dans la Home Fleet puis dans l'Eastern Fleet, en novembre 1944, il rejoint la British Pacific Fleet. Il participe à la bataille d'Okinawa puis à l'opération Inmate, l'attaque des îles Truk. Le 30 août 1945, il rentre à Hong Kong. Le Swiftsure est le navire amiral du British Pacific Cruiser Squadron, choisi par l'amiral Cecil Harcourt, pour y hisser le drapeau britannique au moment de la reddition japonaise.
Il est le vaisseau en 1946 de la 4e escadre de croiseurs et en 1951, de la 2e escadre. Le Swiftsure est rénové en même temps que le Superb. Il fait partie de la revue de la flotte pour célébrer le couronnement d'Élisabeth II en 1953. Le 29 septembre 1953, il a une collision avec le destroyer Diamond lors d'un exercice au large de l'Islande. Il est inactif jusqu'à de grands travaux en février 1957 au Chatham Dockyard pour correspondre aux critères de la dernière classe de croiseur, la classe Tiger. À la moitié des travaux en août 1959, le réaménagement est annulé ; le navire est jugé trop obsolète, notamment à la lumière des travaux dus à la collision avec le Diamond et des difficultés pour supporter le nouveau matériel. En 1959, les derniers radars de type 262 pour des canons QF Mark V sont installés sur le Hermes et le Belfast.
En novembre 1960, le Swiftsure est pourtant retenu pour expérimenter l'installation de missiles Sea Slug ou une plate-forme d'hélicoptère. Mais l'amirauté, devant le coût du projet, opte plutôt pour la démolition du croiseur. Il arrive au Thos W Ward le 17 octobre 1962. Cependant les plans de conversion des hélicoptères sont largement adoptés à la fin des années 1960 pour les croiseurs Blake et Tiger.